# Alveopora verrilliana
Alveopora verrilliana là một loài san hô trong họ Poritidae. Loài này được Dana mô tả khoa học năm 1872.